# Ramzy Wielkie
Ramzy Wielkie – osada w Polsce położona w województwie pomorskim, w powiecie sztumskim, w gminie Sztum.
Wieś oraz nieistniejący już dworek należały niegdyś do rodziny Donimirskich, którzy z czasem przenieśli swój folwark do Ramz Małych. Dwór ów odwiedził w 1935 w czasie podróży po Prusach Wschodnich Melchior Wańkowicz, który tak wspominał go w wydanej rok później książce-reportażu Na tropach Smętka: (...) dwór w Ramzach - wielki lamus sprzętu wszelakiego, na który się złożyły wszelakie spadki w okolicy kilku powiatów w ciągu kilku wieków i rajzy dziedziców i dziedziczek do wód różnych, do stolic różnorakich. W szklanych drzwiach, wiodących z obszernego  hallu do pokoi gościnnych na pierwszym piętrze, wymalowany jest herb Donimirskich (...) Jeleń.
W latach 1975–1998 miejscowość należała administracyjnie do województwa elbląskiego.

## Urodzeni w Ramzach Wielkich
- Witold Donimirski – polski działacz polityczny, społeczny i oświatowy, ofiara KL Sachsenchausen[3].